# Ferroåkermanita
La ferroåkermanita és un mineral de la classe dels silicats que pertany al grup de la mel·lilita. Rep el nom per ser l'anàleg de ferro de l'åkermanita.

## Característiques
La ferroåkermanita és un sorosilicat de fórmula química Ca₂FeSi₂O₇. Va ser aprovada com a espècie vàlida per l'Associació Mineralògica Internacional en el mes de març de l'any 2025, i encara resta pendent de publicació. Cristal·litza en el sistema tetragonal.
L'exemplar que va servir per a determinar l'espècie, el que es coneix com a material tipus, es troba conservat a les col·leccions del Museu d'Història Natural de Mainz, dins la Col·lecció Estatal d'Història Natural, amb el número d'inventari:  M_202400054.

## Formació i jaciments
Va ser descoberta a la conca de l'Hatrurim, entre els uadis del Zohar i d'Halamish, al complex d'Hatrurim (Israel). Aquest indret és l'únic de tot el planeta on ha estat descrita aquesta espècie mineral.